# Betty Saavedra
Betty Saavedra Zaconeta (Oruro, 6 agosto 1955) è un'ex cestista boliviana.

## Carriera
Con la Bolivia ha disputato i Campionati mondiali del 1979.